# 雲林縣公共圖書館列表
雲林縣公共圖書館列表，雲林縣的公共圖書館，隸屬雲林縣政府。

## 雲林縣圖書館列表
本條目列出的是雲林縣的圖書館列表:
- 雲林縣政府文化處圖書館
- 雲林縣斗六市立繪本圖書館
- 雲林縣斗六市立圖書館中山分館
- 雲林縣麥寮鄉立圖書館
- 雲林縣臺西鄉立圖書館
- 雲林縣東勢鄉立圖書館
- 雲林縣四湖鄉立圖書館
- 雲林縣口湖鄉立鄭豐喜紀念圖書館
- 雲林縣水林鄉立圖書館
- 雲林縣崙背鄉立圖書館
- 雲林縣褒忠鄉立圖書館
- 雲林縣元長鄉立圖書館
- 雲林縣北港鎮立圖書館
- 雲林縣二崙鄉立圖書館
- 雲林縣土庫鎮立圖書館
- 雲林縣土庫鎮立圖書館馬光分館
- 雲林縣大埤鄉立圖書館
- 雲林縣西螺鎮立圖書館
- 雲林縣虎尾鎮立圖書館
- 雲林縣斗南鎮立圖書館
- 雲林縣莿桐鄉立圖書館
- 雲林縣莿桐鄉立圖書館麻園分館
- 雲林縣林內鄉立圖書館
- 雲林縣古坑鄉立圖書館